# Яново (гміна Оструда)
Яново (пол. Janowo, нім. Johannisberg) — село в Польщі, у гміні Оструда Острудського повіту Вармінсько-Мазурського воєводства.
У 1975-1998 роках село належало до Ольштинського воєводства.